# Aeródromo de Portillo
El Aeródromo del Portillo proveía servicio aéreo a la parte norte de la provincia Samaná, se encuentra localizado en el municipio de Las Terrenas. Este aeropuerto era usado por operadores de vuelos privados y algunos vuelos chárter dentro de la República Dominicana, Aerodomca operaba vuelos regulares hacia los aeropuertos de Santo Domingo y el de Punta Cana. 
Este aeródromo dejó de operar en febrero del año 2012.

## Aerolíneas y destinos
- Aeronaves Dominicanas
  - Punta Cana
  - Santo Domingo Aeropuerto Las Américas y La Isabela

Charters
- Sapair
  - Punta Cana
- Air Century
  - Punta Cana
  - Santo Domingo